# 室井登喜男
室井 登喜男（むろい ときお、1973年 - ）は、日本のフリークライマー。

## 概要
両親は日本フリークライミングの草分けである吉川弘と室井由美子。14歳から本格的にクライミングを始め、90年代からは草野俊達の影響を受けてボルダリングに傾倒していく。2000年以降は瑞牆山を中心に活動。1000を超えるボルダー課題と同時に、ボールドなトラッドルートも精力的に開拓した。

## 年表
- 1999 - 黒本と通称される『小川山 御嶽 三峰 ボルダー図集』を発刊[1]。
- 2001年 - 小川山 伴奏者(四段+)初登[1]。
- 2007年 - 小川山 覚醒(五段)初登[1]。
- 2009年 - 瑞牆山 アサギマダラ(五段+)初登[1]。